# Birnir Snær Ingason
Birnir Snær Ingason (Reikiavik, 4 de diciembre de 1996) es un futbolista islandés que juega en la demarcación de extremo para el KA Akureyri de la Úrvalsdeild Karla.

## Selección nacional
Tras jugar en las categorías inferiores de la selección, finalmente hizo su debut con la selección absoluta de Islandia el 13 de enero de 2024 contra Guatemala en un partido amistoso que finalizó con un resultado de 0-1 a favor del combinado islandés tras el gol de Ísak Þorvaldsson.

## Clubes
| Club               | País     | Año       | Partidos | Goles |
| ------------------ | -------- | --------- | -------- | ----- |
| Fjölnir Reykjavík  | Islandia | 2014-2018 | 72       | 13    |
| Valur Reykjavík    | Islandia | 2019      | 14       | 2     |
| HK Kópavogur       | Islandia | 2009-2021 | 53       | 14    |
| Víkingur Reykjavík | Islandia | 2022-2023 | 72       | 20    |
| Halmstads BK       | Suecia   | 2024-2025 | 37       | 4     |
| KA Akureyri        | Islandia | 2025-     |          |       |